# 李嘉彥
李嘉彥（？—？），字俊之，號遜膚，直隸廣平府曲周县人，明末清初政治人物。
明崇禎四年（1631）辛未科進士，初知陕西宝鸡县，值流寇攻城，以死拒守，擒斬數人，督府遂借口壞撫，劾系詔獄。清順治初，为兵部郎中，委差圈撥，履畝稱平。歷遷山西参议、陕西按察副使、河南按察使，加意平反，与時休息。未幾致仕，性渾厚廉潔，飲酒多而不亂，居林下十七年卒。

## 引用
1. ↑  《崇祯四年辛未科三百五十名进士履历》：李嘉彦，遜膚，诗五房，辛丑十月二十三日生。曲周人，甲子九十八，會二百八十六，三甲一百九十四名。礼部政，授宝鸡知县。曾祖㫤。祖瑶。父從治。
2. ↑  順治二年七月，升兵部郎中李嘉彦为山西布政使司参议兼按察使司佥事阳和道。
3. ↑  順治五年四月辛亥，升山西阳和道参议李嘉彦为陕西按察使司副使、兼布政使司参议、分守河西道。
4. ↑  《廣平府志》